# Marcheline Bertrand
Marcia Lynne Bertrand (Riverdale, Illinois, 9 de mayo de 1950-Los Ángeles, California, 27 de enero de 2007), más conocida como Marcheline Bertrand, fue una actriz estadounidense y madre de los también actores James Haven y Angelina Jolie.

## Biografía
Hija de Rolland F. Bertrand y Lois Gouwens, tuvo un hermano llamado Raleigh y una hermana llamada Debbie que murió en mayo de 2013 también por cáncer de ovario. Además, era descendiente por vía paterna de franco-canadienses y de Zacharie Cloutier. Su hija Angelina llegó a declarar: 

Mi mamá está muy lejos de ser parisina, como todos dicen que es. Creció en el ambiente estadounidense de una bolera que mis abuelos maternos tenían.

Como actriz interpretó pequeños papeles en películas como Lookin' to get out (1982).

## Vida personal
Bertrand contrajo matrimonio con el también actor Jon Voight el 12 de diciembre de 1971 y se divorciaron nueve años más tarde. En 1973 nació su hijo James Haven y en 1975 su hija Angelina Jolie. Los cinco últimos años de vida convivió sentimentalmente con el músico y activista John Trudell.
Bertrand era católica.

## Fallecimiento
Murió a los 56 años en el Hospital Cedars-Sinai (Los Ángeles), víctima de un cáncer de ovario contra el que luchó durante siete años (2000-2007).